# Референдум по независимости во Французской территории афаров и исса (1977)
Референдум по независимости во Французской территории афаров и исса проводился 8 мая 1977 года одновременно с выборами в Конституционную ассамблею. В отличие от предыдущего референдума 1967 года на этот раз 99,8 % избирателей при явке 77,7 % высказалось за независимость. 27 июня 1977 года была объявлена независимость Джибути.

## Результаты
| Да или нет               | Голосов | Процент  |
| ------------------------ | ------- | -------- |
| Да                       | 80 864  | 99,8 %   |
| Нет                      | 199     | 0,2 %    |
| Недействительных голосов | 784     | — %      |
| Всего голосов            | 81 847  | 100,00 % |
| Явка                     | 77,7 %  | 77,7 %   |
| Источник: Nohlen et al.  |         |          |